# Fondation Gravissimum Educationis
Le 28 octobre 2015, le pape François a créé la fondation Gravissimum Educationis sur le désir de la Congrégation pour l’éducation catholique, à l'occasion des initiatives promues pour la cinquantième année de la déclaration Gravissimum Educationis.
La fondation Gravissimum Educationis poursuit les finalités scientifiques et culturelles destinées à promouvoir l’éducation catholique dans le monde.

## Gouvernement
Les statuts de la fondation Gravissimum Educationis prévoient les organes suivants :
- Président
- Vice-Président
- Conseil d’administration
- Secrétaire-général
- Trésorier
- Comité scientifique
- Assemblée des promoteurs
- Collège des auditeurs